# Ред и закон (21. сезона)
Двадестпрва сезона серије Ред и закон је премијерно емитована на каналу НБЦ од 24. фебруара до 15. маја 2022. године. Сезона је почела да се емитује као замена средином сезоне током сезоне емитовања 2021–22. Творац серије Дик Волф ће се вратити као извршни продуцент, а Рик Ид ће постати директор емисије. Серију су продуцирали "Wolf Entertainment" и "Universal Television". Џефри Донован, Камрин Менхајм, Хју Денси и Одеља Халеви ушлио су у главну поставу поред Ентонија Андерсона и Сема Вотерстона за које је најављено да ће се вратити.

## Развој

### Избор глумаца
Изгледи за оживљавање серије Ред и закон за двадесет и прву сезону први пут су се појавили непосредно након отказивања након што су пропали преговори са ТНТ-ом и АМЦ-ом. У фебруару 2015. објављено је да НБЦ тражи ограничену серију од 10 епизода. Међутим, никада није стигло до активног развоја. У јулу 2021. године, НБЦ је отказао огранак Ред и закон: За одбрану, планирани огранак у франшизи коју су наручили директно у серију прошлог маја, а требало је да се емитује четвртком који је у потпуности заузет франшизом и емитовањем Одељењем за специјалне жртве и Организованим криминалом. Тада је речено да се уместо њега развијају нови огранци. Дана 28. септембра 2021. НБЦ је званично обновио серију. Иако је најављена као двадесет прва сезона, НБЦ јој је дао исту наредбу „директно у серију“ коју је дао и За одбрану јер се обично користи само за нове серије. Творац серије Дик Волф ће се вратити као извршни продуцент. Волф је потписао свеобухватан уговор са НБЦ-ом и мрежом "Universal Television" 2020. који ће га задржати на мрежи до 2025. Рик Ид, који је био извршни продуцент, а сада је директор серије за Чикашки СУП и ФБИ, који деле измишљени универзум са франшизом Ред и закон, а све су у продукцији студија "Wolf Entertainment" и "Universal Television", одступио је са места директора серије Чикашког СУП-а да би преузео дужност директора серије серије Ред и закон. Ид ће такође бити извршни продуцент током сезоне и задржава ту улогу и у Чикашком СУП-у. Артур Форни и Петар Јанковски ће такође бити извршни продуценти. Снимање сезоне почело је 8. децембра 2021.

## Избор глумаца
Дана 1. новембра 2021, Џефри Донован је добио улогу редовног серијала да тумачи детектива њујоршке полиције. У то време је такође објављено да су Сем Вотерстон и Ентони Андерсон, који су глумили у ранијим сезонама серије, као и додатни бивши чланови глумачке екипе такође у преговорима о повратку. Вотерсон је раније 2015. изјавио да ће бити отворен за повратак. Други претходни чланови главне екипе Ш. Епата Меркерсон, Џереми Систо и Алана де ла Гарза имају главне улоге у серијама Чикашко здравство и ФБИ, а обе серије које постоје у оквиру истог измишљеног универзума, а производи их "Wolf Entertainment". Дана 23. новембра 2021. објављено је да је Хју Денси изабран за извршног помоћника окружног тужиоца и да је Андерсон потписао једногодишњи уговор да се врати као детектив Кевин Бернард. Дана 10. децембра 2021. откривено је да је Камрин Менхајм добила улогу поручнице Кејт Диксон, наследнице Меркерсониног лика поручнице Аните Ван Бурен. Менхајмова је глумила мање ликове у претходним сезонама серије. Дана 15. децембра 2021, Одеља Халеви је објављена да ће се придружити главној постави као помоћница окружног тужиоца Саманта Марун. Дан касније, за Вотерстона је најављен да је склопио једногодишњи уговор да се врати као окружни тужилац Џек Мекој.
Кери Лоуел, која је глумила Џејми Рос од 1996. до 2001. и појављивала се у Суђењу пред поротом, појавила се у првој епизоди сезоне. Мариска Харгитеј се појавила у улози Оливија Бенсон из ОСЖ-а у последњој епизоди сезоне.

## Улоге
Након одласка Џеремија Систа, Ш. Епате Меркерсон, Линуса Роуча и Алане де ла Гарзе на крају 20. сезоне 24. маја 2010. године, Џефри Донован, Камрин Менхајм, Хју Денси и Одеља Халеви придружили су се глумачкој постави као детектив Френк Косгров, поручникца Кејт Диксон, извршни помоћник окружног тужиоца Нолан Прајс и помоћница окружног тужиоца Саманта Марун. Лик Ентонија Андерсона (Кевин Бернард) је унапређен у старијег детектива како би заменио Систов лик.

### Главне
- Ентони Андерсон као Кевин Бернард
- Џефри Донован као Френк Косгров
- Камрин Менхајм као Кејт Диксон
- Хју Денси као ИПОТ Нолан Прајс
- Одеља Халеви као ПОТ Саманта Марун
- Сем Вотерстон као ОТ Џек Мекој

### Епизодне
- Кери Лоуел као ПОТ Џејми Рос (Епизода 1)

## Епизоде
| Бр. у серији | Бр. у сезони | Назив                  | Редитељ         | Сценариста                                            | Пpемијерно емитовање | Пpод. код | Гледаност у САД-у (милиони) |
| --- | ------------ | ---------------------- | --------------- | ----------------------------------------------------- | -------------------- | --------- | --------------------------- |
| 457 | 1            | "Исправна ствар"       | Џин де Сегонзек | Дик Волф и Рик Ид                                     | 24. фебруар 2022.    | 2101      | 5.80                        |
| Новоупознати ортаци Бернард и Косгров истражују убиство озлоглашеног забављача. Спор око одбацивања признања ствара раздор у тужилаштву. |              |                        |                 |                                                       |                      |           |                             |
| 458 | 2            | "Немогући сан"         | Мајкл Пресмен   | Синопсис: Рик Ид Сценарио: Памела Векслер и Рик Ид    | 3. октобар 2022.     | 2102      | 4.46                        |
| Извршног директора друштва за скрининг рака свирепо је убила његова вереница да би прикрила чињеницу да је њихово испитивање за скрининг рака неисправно и даје лажне налазе. ИПОТ Прајс мора да разоткрије тврдње извршне директорке о злостављању супруга као лажне пошто је покушала да подвали бившем запосленом убиство, а затим тврди да је убиство починила у самоодбрани. |              |                        |                 |                                                       |                      |           |                             |
| 459 | 3            | "Филтрирани животи"    | Милена Говић    | Арт Аламо и Памела Векслер                            | 10. март 2022.       | 2103      | 4.21                        |
| Убиство утицајне особе на друштвеним мрежама која је путовала земљом у комбију доводи до потраге за њеним мужем, главним осумњиченим за убиство. |              |                        |                 |                                                       |                      |           |                             |
| 460 | 4            | "Пукотине"             | Хедер Капиело   | Памела Векслер и Арт Аламо                            | 17. март 2022.       | 2104      | 4.62                        |
| Убиство судије доводи детективе до познате тениске звезде која је проглашена психички неспособном и под старатељством је оца који контролише и манипулише. Детектив Бернард и ПОТ Марун откривају да је судију подмитио отац како би задржао конзерваторско место у игри због ћеркиних жеља и сукобљава се са ИПОТ Прајсом који не верује да то ублажава њену кривицу за убиство. |              |                        |                 |                                                       |                      |           |                             |
| 461 | 5            | "Слобода говора"       | Алекс Хол       | Рик Ид                                                | 7. април 2022.       | 2105      | 3.91                        |
| Кандидат у Конгресу постао је предмет кампање клевете десничарске медијске личности, а затим је гурнут под аутобус. Полиција и тужилаштво морају да утврде не само ко је починио убиство, већ и да ли су речи медијске личности имале улогу у злочину. |              |                        |                 |                                                       |                      |           |                             |
| 462 | 6            | "Прљава игра"          | Алекс Хол       | Синопсис: Рик Ид Сценарио: Памела Векслер и Арт Aламо | 14. април 2022.      | 2106      | 4.02                        |
| Смрт младог црнца педера због прекомерне количине метамфетамина није онако као што изгледа, а околности смрти су биле сувише близу куће за поручнице Диксон. |              |                        |                 |                                                       |                      |           |                             |
| 463 | 7            | "Наслеђе"              | Сара Бојд       | Памела Векслер                                        | 28. април 2022.      | 2107      | 4.15                        |
| Убиство директора приватне школе доводи до осећајно поремећеног ученика. Али када су окружни тужиоци открили да је ученику отац дао пиштољ, ИПОТ Прајс се ризично коцка да би кривично гонио оца. |              |                        |                 |                                                       |                      |           |                             |
| 464 | 8            | "Отпремнина"           | Јангзом Брауен  | Арт Аламо                                             | 5. мај 2022.         | 2108      | 4.23                        |
| Када је финансијски директор друштва са списка 50 најбогатијих пронађена задављена у свом дому, Бернард и Косгров раде на повезивању више ћорсокака како би пронашли њеног убицу. Мекој и Прајс се залажу за избор који би их могао коштати случаја. |              |                        |                 |                                                       |                      |           |                             |
| 465 | 9            | "Велика преваранткиња" | Алекс Хол       | Рик Ид и Памела Векслер                               | 12. мај 2022.        | 2109      | 3.83                        |
| Бернард и Косгров морају да пробију чињенице и измишљотине да би пронашли убицу младог човека са Менхетна. Суђење за убиство добија преокрет који постаје лични за Прајса и доводи Марунову у опасно стање. |              |                        |                 |                                                       |                      |           |                             |
| 466 | 10           | "Црнци и плавци"       | Ерик ла СЕјл    | Рик Ид                                                | 19. мај 2022.        | 2110      | 3.94                        |
| Убиство детектива СУП-а који није био на дужности прети да разори град. Косгров је у жалости због губитка пријатеља и моли капетанку Бенсон за помоћ у решавању случаја. Мекој и Прајс се не слажу око тога како кривично гонити кривца. |              |                        |                 |                                                       |                      |           |                             |

## Емитовање
Када је први пут објављено, није било јасно да ли ће се сезона емитовати у телевизијској сезони 2021–22 или 2022–23. Kасније је објављено да ће бити премијерно приказанo као замена у средини сезоне 24. фебруара 2022. Емитује се у термину за четвртак од 20:00 часова када је требало да се емитује огранак За одбрану заједно са ОСЖ-ом и Организованим криминалом и требало би да има унакрсне епизоде са обе серије.